# Обновление (политическая партия)
Республика́нская полити́ческая па́ртия «Обновле́ние» — политическая партия в Приднестровской Молдавской Республике (до июня 2006 — политическое движение).
Представляет интересы приднестровских деловых кругов, в том числе фирмы «Шериф». С 2000 по 2006 существует в качестве общественного движения (Председатель — Николай Тюряев, заместители — Бурла, Чебан, Кузьмичев; учредители и организаторы — Лизунов, Щерба, Безбабченко, Волосников). Фракция «Обновление» — пока единственная в парламенте Приднестровья. После выборов 2020 года численность фракции в парламенте составляет 29 из 33 депутатов.

## История партии
На парламентских выборах 2005 года «Обновление» получило парламентское большинство — 23 мандата из 43, что позволило ему добиться избрания на пост председателя Верховного совета ПМР Евгения Шевчука, который сменил Григория Маракуцу. Одновременно было принято решение о преобразовании движения в партию.
В 2006 на учредительном съезде партии председателем был избран Евгений Шевчук. Идеологом партии считается зам. председателя Анатолий Дирун, ответственным за молодёжное подразделение — зам. председателя Виктор Гузун. В ходе учредительного съезда объявлено о том, что «Обновление» «является партнером власти». Президент ПМР Игорь Смирнов в своем выступлении на учредительном съезде, заявил, что видит в партии, представляющей парламентское большинство, «партнёра в разрешении проблем».
Весной 2009 года ряд депутатов партии выступили с декларацией, получившей известность как «Инициатива шестнадцати». Под ней поставили подписи депутаты — члены партии «Обновление»: Морару, Гузун, Пасат, Дьяченко, Рыбяк, Бабенко, Боднар, Трескова, Спориш, Онуфриенко, Тобух, Гукаленко, Тюряева, Дирун, Васильев и Чебан. Данная инициатива касалась внесения изменений в конституционное законодательство с целью ограничения возможностей для прихода к власти вице-президента ПМР Александра Королева. В числе прочих нововведений, касавшихся контроля над СМИ, было озвучено предложение об упразднении поста вице-президента. 15 апреля 2009 года Верховный совет Приднестровья в I чтении принял проект закона «О внесении изменений и дополнений в Конституцию ПМР». Данная инициатива вызвала резкое неприятие со стороны президента Игоря Смирнова и его команды. Дело закончилось демонстративным уходом Смирнова с заседания парламента и началом политического противостояния между парламентом и рядом общественных организаций, находящихся под контролем команды президента. Несмотря на отзыв «Инициативы шестнадцати» и уход с поста спикера парламента Евгения Шевчука, конфликт между структурами законодательной и исполнительной власти затянулся до глубокой осени. Президент Смирнов выступил с встречной Конституционной инициативой, резко ослаблявшей позиции парламента, а близкие к структурам исполнительной власти общественные организации разворачивают кампанию против партии «Обновление».
В ноябре 2009 года в ходе заседания парламента подавляющим большинством депутатов инициатива президента была отклонена, а Евгений Шевчук выступил с призывом к Игорю Смирнову подать в отставку. По итогам заседания Верховного Совета был найден компромисс между парламентариями и президентом. Стороны конфликта пожертвовали ряд фигур: президент ограничил полномочия вице-президента Александра Королева, а партия «Обновление» снимает с поста председателя Евгения Шевчука. Летом 2010 вместо него партийный съезд избирает председателем Анатолия Каминского.

## Председатели партии
| № | Портрет | Имя                             | Годы жизни          | Даты председательства          |
| - | ------- | ------------------------------- | ------------------- | ------------------------------ |
| 1 |         | Евгений Васильевич Шевчук       | род. 19 июня 1968   | 20 декабря 2005 — 10 июля 2010 |
| 2 |         | Анатолий Владимирович Каминский | род. 15 марта 1950  | 10 июля 2010 — 23 июня 2012    |
| 3 |         | Михаил Порфирович Бурла         | род. 22 ноября 1957 | 23 июня 2012 — 26 марта 2016   |
| 4 |         | Галина Михайловна Антюфеева     | род. 6 января 1960  | с 26 марта 2016                |